# Cratere Derzhavin
Derzhavin è un cratere d'impatto presente sulla superficie di Mercurio, a 46,11° di latitudine nord e 36,93° di longitudine ovest, nella parte orientale della maglia Shakespeare. Il suo diametro è pari a 156 km.
Il cratere è stato battezzato dall'Unione Astronomica Internazionale in onore del poeta russo Gavriil Romanovič Deržavin.